# Městec Králové
Městec Králové (pronunție în cehă [ˈmɲɛstɛts ˈkraːlovɛː], în germană Königstädtel) este un oraș și o comună în districtul Nymburk din regiunea Boemia Centrală din Cehia. Are o populație de aproximativ 2.900 de locuitori.

## Diviziuni administrative
Městec Králové este alcătuit din trei diviziuni administrative (populația este între paranteze conform recensământului din 2021):
- Městec Králové (2.649)
- Nový (59)
- Vinice (86)

## Etimologie
Numele Městec Králové are sensul de „orășelul regelui”. Numele inițial al orașului a fost Královo Městce, ulterior s-a schimbat în Králův Městec și apoi în forma sa actuală.

## Geografie
Městec Králové se află la aproximativ 18 kilometri (11 mi) de Nymburk și la 54 kilometri (34 mi) est de capitala Praga. Se găsește în Podișul Elbei Centrale. Cel mai înalt punct al comunei este un loc denumit Kostelíček, aflat la 241 metri (791 ft) deasupra nivelului mării. Pârâul Štítarský potok (afluent al râului Mrlina) curge prin teritoriul comunei.

## Istorie
Městec Králové a fost fondat ca un oraș fortificat cu ziduri pe drumul de la Hradec Králové la Praga în secolul al XIII-lea.
Conform legendelor, regina Cunigunda, soția regelui Venceslau I, se întorcea din Červený Hradec (azi Hradec Králové) la Praga și l-a născut brusc pe Ottokar al II-lea, cel mai puternic rege al dinastiei Přemyslid, în Městec Králové. Ottokar al II-lea și-a răsplătit presupusul loc de naștere printr-un leu pe stemele orașului și prin acordarea unor drepturi rezervate orașelor regale. Drapelul a fost acordat orașului prin decizia președintelui Camerei Deputaților din Parlamentul Republicii Cehe la 29 mai 2007.
Orașul a fost aproape distrus în timpul Războiului de Treizeci de Ani și de incendii mari din 1680, 1746, 1776 și 1792.

## Transporturi
Městec Králové este punctul terminus și începutul unei linii de cale ferată de la/către Chlumec nad Cidlinou⁠(d) (districtul Hradec Králové).

## Obiective turistice

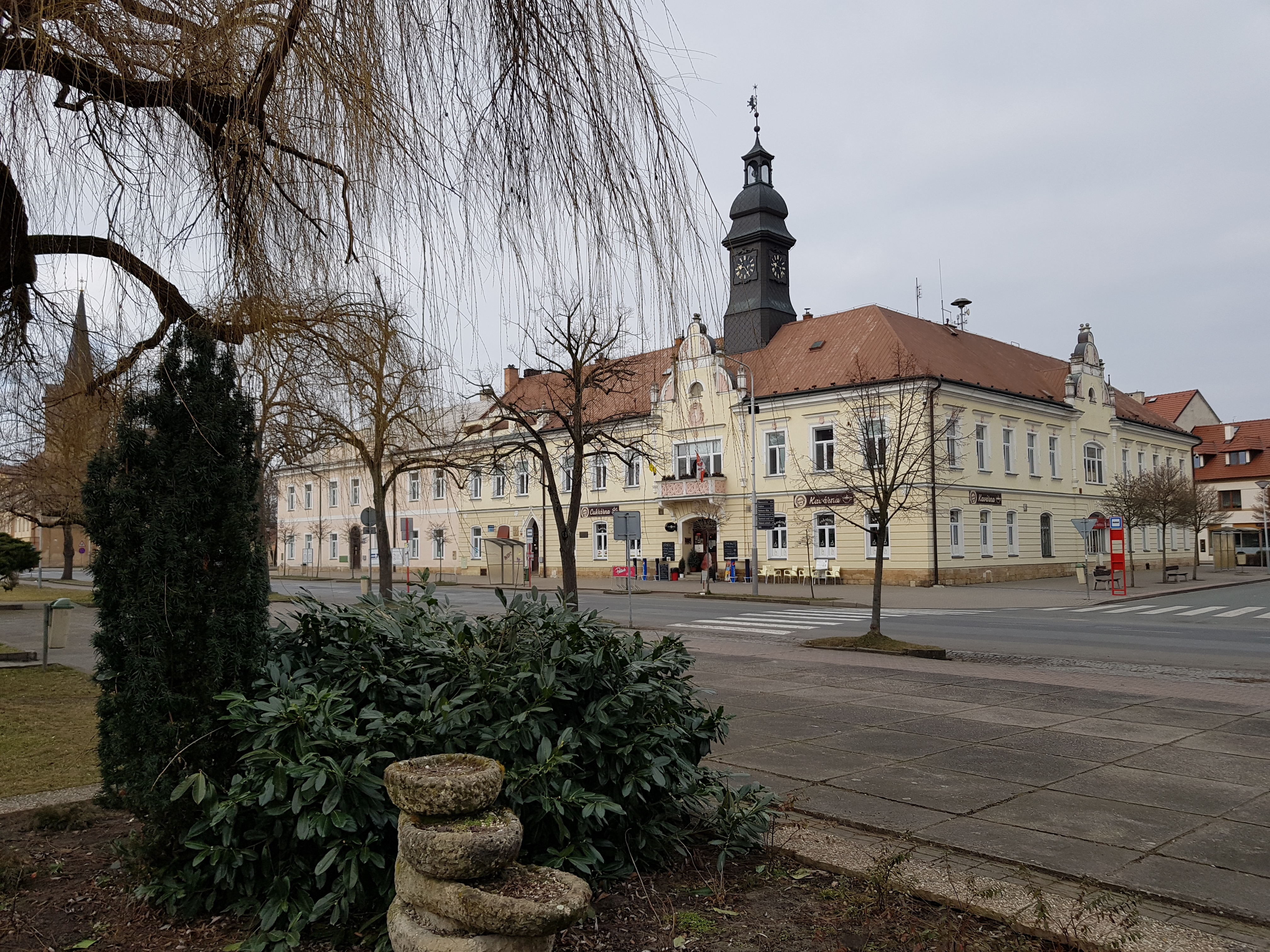
Primăria

Principalul obiective turistic din Městec Králové este Biserica „Sfânta Margareta”. A fost construită în 1793, după ce un incendiu din anul anterior a mistuit vechea clădire. În secolul al XIX-lea, biserica a fost reparată și i s-a adăugat un turn romanic.
Printre cele mai valoroase clădiri se numără și primăria, construită în anul 1799.

## Persoane notabile
- Ottokar al II-lea al Boemiei (1233–1278), rege al Boemiei
- František Xaver Pokorný⁠(d) (1729–1794), compozitor și violonist
- Karel Kněžourek⁠(d) (1857–1920), naturalist
- Otakar Zich⁠(d) (1879–1934), compozitor și estetician
- Karel Schulz⁠(d) (1899–1943), scriitor
- Ivan Hašek (n. 1963), fotbalist și antrenor
- Aleš Hruška⁠(d) (n. 1985), fotbalist
- Bořek Dočkal (n. 1988), fotbalist